# Jean-Mattéo Bahoya
Jean-Mattéo Bahoya, né le 7 mai 2005 à Montfermeil en France, est un footballeur français d'origine franco-camerounaise. Il évolue au poste de milieu offensif ou d'ailier gauche à l'Eintracht Francfort.

## Biographie

### Angers SCO
Né à Montfermeil, en France, Jean-Mattéo Bahoya commence le football au FE Trélazé puis à l'ES Andard Brain avant de rejoindre le Angers SCO en 2014, où il poursuit sa formation. Il se fait notamment remarquer lors de la saison 2021-2022 en terminant meilleur buteur des U17 nationaux avec 30 buts en 25 matchs, à un poste d'attaquant de soutien. S'ajoute à ces statistiques 18 passes décisives, ce qui fait de lui l'atout majeur de son équipe. Le 16 juin 2022, Bahoya signe son premier contrat professionnel avec Angers, le liant au club jusqu'en juin 2025,.
En août 2022 il est convoqué pour la première fois en équipe première par Gérald Baticle, en raison notamment de plusieurs absents dans le groupe professionnel.
Bahoya joue son premier match en professionnel le 6 janvier 2023, à l'occasion d'une rencontre de coupe de France contre le RC Strasbourg. Il entre en jeu et son équipe s'impose après une séance de tirs au but. Le jeune angevin joue son premier match en Ligue 1 face à l'Olympique lyonnais le 25 février 2023. Il entre en jeu à la place d'Amine Salama lors de cette rencontre perdue par son équipe (1-3 score final).
Le 2 septembre 2023, lors de la 5e journée de Ligue 2, il entre en jeu à la 67e minute de jeu et marque, dans les dernières secondes, son premier but en professionnel à domicile contre le Paris FC (2-0).
Élu Pépite du mois d'octobre, il est impliqué dans 13 buts (8 buts, 2 passes décisives et 3 penaltys provoqués) depuis le début de l’exercice 2023-2024, le jeune natif d’Angers est le joueur le plus décisif de Ligue 2 à ce moment de la compétition.

### Eintracht Francfort
Le 25 janvier 2024, lors du mercato hivernal, Jean-Mattéo Bahoya rejoint l'Allemagne afin de s'engager en faveur de l'Eintracht Francfort. Il signe un contrat courant jusqu'en juin 2029,.
Il découvre la coupe d'Europe avec Francfort, jouant son premier match en Ligue Europa le 26 septembre 2024 contre le FC Viktoria Plzeň. Il entre en jeu et les deux équipes se neutralisent (3-3 score final).
Bahoya marque son premier but pour Francfort le 13 mars 2025, à l'occasion d'une rencontre de Ligue Europa face à l'Ajax Amsterdam. Il est titularisé et participe à la victoire de son équipe par quatre buts à un.

### En sélection
Jean-Mattéo Bahoya représente l'équipe de France des moins de 18 ans. Il joue son premier match avec cette sélection le 17 novembre 2022 contre lors d'une victoire deux buts à zéro contre l'Italie. 
Il participe au tournoi Maurice Revello avec l'équipe de France des moins de 20 ans en juin 2023. 
En mai 2025, Jean-Mattéo Bahoya est convoqué pour la première fois par Gérald Baticle pour disputer le Championnat d'Europe espoirs 2025, organisé en Slovaquie. Le 4 juin 2025, il honore sa première sélection avec l'équipe de France espoirs lors d'un match de préparation contre l'Ouzbékistan, au cours duquel il inscrit également son premier but’. 

## Statistiques
| Saison                | Club                  | Championnat           | Championnat | Championnat | Championnat | Coupe(s) nationale(s) | Coupe(s) nationale(s) | Coupe(s) nationale(s) | Compétition(s) continentale(s) | Compétition(s) continentale(s) | Compétition(s) continentale(s) | Compétition(s) continentale(s) | Total | Total | Total |
| Saison                | Club                  | Division              | M.          | B.          | P.d.        | M.                    | B.                    | P.d.                  | Comp.                          | M.                             | B.                             | P.d.                           | M.    | B.    | P.d.  |
| 2022-2023             | Angers SCO            | Ligue 1               | 10          | 0           | 0           | 1                     | 0                     | 0                     | -                              | -                              | -                              | -                              | 11    | 0     | 0     |
| 2023-2024             | Angers SCO            | Ligue 2               | 19          | 5           | 2           | 2                     | 0                     | 0                     | -                              | -                              | -                              | -                              | 21    | 5     | 2     |
| Sous-total            | Sous-total            | Sous-total            | 29          | 5           | 2           | 3                     | 0                     | 0                     | -                              | -                              | -                              | -                              | 32    | 5     | 2     |
| 2023-2024             | Eintracht Francfort   | Bundesliga            | 8           | 0           | 0           | -                     | -                     | -                     | -                              | -                              | -                              | -                              | 8     | 0     | 0     |
| 2024-2025             | Eintracht Francfort   | Bundesliga            | 24          | 2           | 3           | -                     | -                     | -                     | C3                             | 9                              | 1                              | 1                              | 33    | 3     | 4     |
| 2025-2026             | Eintracht Francfort   | Bundesliga            | 0           | 0           | 0           | 1                     | 1                     | 0                     | C1                             | 0                              | 0                              | 0                              | 1     | 1     | 0     |
| Sous-total            | Sous-total            | Sous-total            | 32          | 2           | 3           | 1                     | 1                     | 0                     | -                              | 9                              | 1                              | 1                              | 42    | 4     | 4     |
| Total sur la carrière | Total sur la carrière | Total sur la carrière | 61          | 7           | 5           | 4                     | 1                     | 0                     | -                              | 9                              | 1                              | 1                              | 74    | 9     | 6     |